# Zijn aangenomen zoon
Zijn aangenomen zoon is een onvoltooid gebleven roman van de Nederlandse auteur Louis Couperus  (1863-1923), waarvan enkel een fragment bewaard is gebleven.

## Geschiedenis
In Groot Nederland van november 1917 tot februari 1918 werd Zijn aangenomen zoon aangekondigd als nieuwe roman van Couperus. Het zou een contemporaine roman geworden zijn, die speelde in het Den Haag van rond 1917. De 'roman' zou gaan over de classicus dr. Eelco Eyselius en diens aangenomen zoon Durante Duranti, die zou overkomen uit Londen. De vaderloze, 23-jarige Duranti was op militair verlof bij een Italiaanse oom in de Britse hoofdstad. Zijn vader was bevriend met Eyselius; hij zou na diens overlijden, 12 jaar eerder, zoon Durante adopteren.
Couperus heeft het werk al snel laten rusten. Omdat er wel een nieuwe roman van hem was aangekondigd, begon hij in plaats van door te gaan met Zijn aangenomen zoon aan een andere, in de oudheid spelende roman die de titel Xerxes of de hoogmoed zou krijgen. Deze laatste roman heeft hij wel afgemaakt en in 1919 is het verhaal gepubliceerd.

### Uitgave
Slechts twee korte hoofdstukken zijn bewaard gebleven. Het gaat om een handschriftfragment van elf pagina's, dat in 1980  voor het eerst is gepubliceerd door Marijke Stapert-Eggen, als uitgave van Ger Kleis' handdrukpers Sub Signo Libelli. Daarna werd het als commerciële uitgave op de markt gebracht, integraal opgenomen in Bastets Een zuil in de mist en tot slot opgenomen in het 50e deel van de Volledige Werken Louis Couperus.
Het handschrift berust in het Nederlands Letterkundig Museum